# Lom Skalka u Sepekova
Lom Skalka u Sepekova je přírodní památka v Jihočeském kraji v okrese Písek. Nachází se východně od Milevska asi dva kilometry severozápadně od centra obce Sepekov. Důvodem ochrany území je výskyt vzácných a chráněných druhů rostlin a živočichů vázaných na biotopy opuštěného lomu – zejména obojživelníků a plazů.

## Historie
Chráněné území vyhlásil krajský úřad Jihočeského kraje s účinností ode dne 2. ledna 2014. Přírodní památka je v Ústředním seznamu ochrany přírody evidována pod číslem 5872.

## Přírodní poměry
Chráněné území měří 2,64 hektaru, nachází se v nadmořské výšce 438–456 metrů v katastrálním území Sepekov a překrývá se se stejnojmennou evropsky významnou lokalitou. V katastrálních územích Božetice i Sepekov na něj navazuje vyhlášené ochranné pásmo s rozlohou 18,07 hektaru.

### Abiotické podmínky
Předmětem ochrany je prostředí lomu, ve kterém se od roku 1935 těžily leukokratní ortoruly, které jsou součástí krystalinika v povodí střední Vltavy, jehož horniny pochází z geologického období proterozoika nebo paleozoika. Lom se nachází na severu mírně zvlněné Táborské pahorkatiny na rozhraní podcelků Písecká pahorkatina (okrsek Bechyňská pahorkatina) a Soběslavská pahorkatina (okrsek Malšická pahorkatina. Podle půdní mapy se v prostoru lomu vyvinul půdní typ pseudoglej modální, ale podle Plánu péče se zde vyskytují pouze nevyvinuté surové půdy. Území leží v povodí říčky Smutné, ale vlastní lom je bezodtokou oblastí.
V Quittově klasifikace podnebí se chráněné území nachází v mírně teplé oblasti MT9, pro kterou jsou typické průměrné teploty −3 až −4 °C v lednu a 17–18 °C v červenci. Roční úhrn srážek dosahuje 650–750 milimetrů, počet letních dnů je 40–50, počet mrazových dnů se pohybuje mezi 110 až 130 a sněhová pokrývka zde leží 60–80 dnů v roce.

### Flóra
Dno lomu pokrývají mokřady, travinobylinná vegetace, ve které se šíří třtina křovištní (Calamagrostis epigejos), a porosty náletových dřevin. Část dna byla v letech 2009–2012 upravena do podoby tůní, z nichž některé zarůstá litorální vegetace, např. žabník jitrocelový (Alisma plantago-aquatica), bahnička vejčitá (Eleocharis ovata) nebo bahnička mokřadní (Eleocharis palustris). V trvale zatopených tůních se objevuje bublinatka jižní (Utricularia australis). Z méně obvyklých druhů vlhkých vrbových křovin v lomu roste svízel prodloužený (Galium elongatum) a okraje tůní jsou stanovištěm pomněnky trsnaté (Myosotis caespitosa).

### Fauna
Z faunistického hlediska je lom významný výskytem obojživelníků a plazů. K obojživelníkům zjištěným na lokalitě patří početné populace čolka horského (Ichthyosaura alpestris), čolka obecného a čolka velkého (Triturus cristatus). Menší populaci zde vytváří kuňka obecná (Bombina bombina). V malém počtu byli nalezeni skokan hnědý (Rana temporaria) a ropucha obecná (Bufo bufo). Lokalitu dále obývají stabilní populace skokana zeleného (Pelophylax esculentus), skokana krátkonohého (Pelophylax lessonae) a rosničky zelené (Hyla arborea). Z plazů v lomu žijí slepýš křehký (Anguis fragilis), ještěrka obecná (Lacerta agilis) a užovka obojková (Natrix natrix). Ve stěně lomu dlouhodobě hnízdí výr velký (Bubo bubo) a v ochranném pásmu, v blízkosti toku Smutné, se vyskytuje vydra říční (Lutra lutra).

## Přístup
Přírodní památka leží mimo turisticky značené trasy, ale vedou k ní cesty ze samoty Kvěchov u silnice I/19 jižně od Božetic.